# Brookesia minima
Espèce
Statut de conservation UICN

 EN B1ab(iii) : En danger
Statut CITES
Brookesia minima est une espèce de sauriens de la famille des Chamaeleonidae.

## Répartition
Cette espèce est endémique de l'île de Nosy Bé dans la région de Diana à Madagascar.

## Description
Ce caméléon nain est de petite taille (14 mm du museau au cloaque pour les mâles), diurne, et vit au sol ou sur les branches basses des forêts.

## Taxinomie
Brookesia peyrierasi, Brookesia minima et Brookesia tuberculata ont été considérées comme synonymes par Raxworthy & Nussbaum, 1995, cette synonymie a été levée par Glaw et all., 1999.

## Publication originale
- Boettger, 1893 : Katalog der Reptilien-Sammlung im Museum der Senckenbergischen Naturforschenden Gesellschaft in Frankfurt am Main. I. Teil (Rhynchocephalen, Schildkröten, Krokodile, Eidechsen, Chamäleons). Gebrüder Knauer, Frankfurt am Main, p. 1-140 (texte intégral).